# Danh sách bài đăng Instagram có nhiều lượt thích nhất

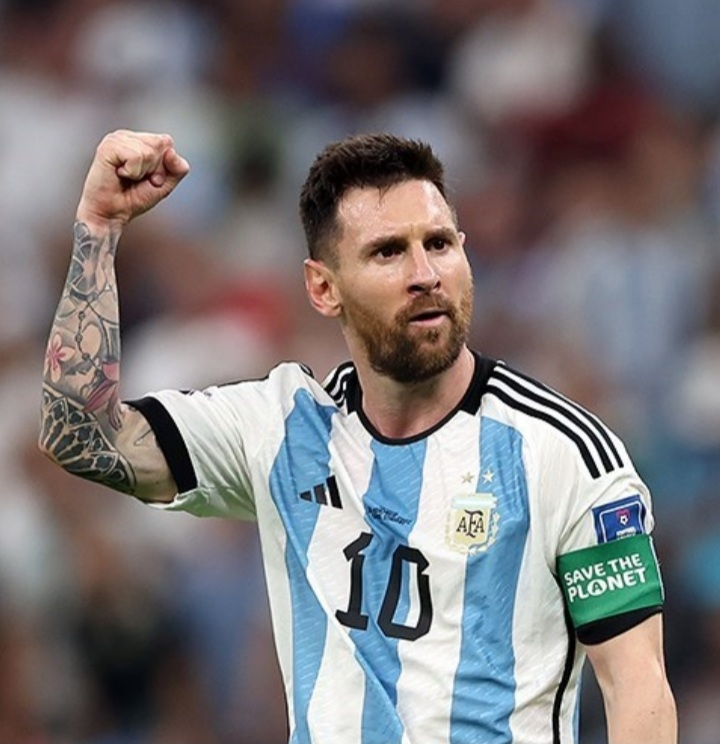
Lionel Messi hiện đang giữ kỷ lục bài đăng nhiều lượt thích nhất

Danh sách bài đăng Instagram có nhiều lượt thích nhất bao gồm 20 bài đăng có nhiều lượt thích nhất trên mạng xã hội Instagram.
Tính đến  tháng 8 năm 2024, kỷ lục hiện tại là bài đăng có 75,2 triệu lượt thích của cầu thủ bóng đá Lionel Messi. Bài viết được tải lên vào ngày 18 tháng 12 năm 2022 dưới dạng tệp ảnh carousel, thể hiện hình ảnh Messi và đồng đội ăn mừng sau khi Argentina giành chiến thắng trước Pháp trong trận chung kết World Cup 2022 tại Sân vận động Lusail ở Qatar. Đây cũng là bài đăng được yêu thích nhất mọi thời đại trên tất cả các nền tảng mảng xã hội.

## Kỷ lục hiện tại
| Hạng                   | Tài khoản               | Sở hữu                               | Mô tả                                                                      | Bài viết | Lượt thích (triệu) | Đăng tải (UTC)       |
| ---------------------- | ----------------------- | ------------------------------------ | -------------------------------------------------------------------------- | -------- | ------------------ | -------------------- |
| 1                      | @leomessi               | Lionel Messi                         | Lionel Messi và đồng đội sau khi thắng World Cup 2022                      |          | 75.2               | 18 tháng 12 năm 2022 |
| 2                      | @world_record_egg       | Chris Godfrey                        | Ảnh một quả trứng                                                          |          | 61.1               | 4 tháng 1 năm 2019   |
| 3                      | @leomessi               | Lionel Messi                         | Lionel Messi nằm trên giường với cúp FIFA World Cup                        |          | 54.4               | 20 tháng 12 năm 2022 |
| 4                      | @cristiano              | Cristiano Ronaldo                    | Lionel Messi và Cristiano Ronaldo chơi cờ vua, quảng cáo cho Louis Vuitton |          | 42.4               | 19 tháng 11 năm 2022 |
| 5                      | @leomessi               | Lionel Messi                         | Lionel Messi trên máy bay với cúp FIFA World Cup                           |          | 41.7               | 19 tháng 12 năm 2022 |
| 6                      | @leomessi               | Lionel Messi                         | Mừng chiến thắng World Cup 2022 tại Argentina                              |          | 34.2               | 21 tháng 12 năm 2022 |
| 7                      | @cristiano @alnassr     | Cristiano Ronaldo Al Nassr FC        | Thông báo Cristiano Ronaldo gia nhập đội bóng Al Nassr FC                  |          | 34.1               | 30 tháng 12 năm 2022 |
| 8                      | @jiangzhibin24          | Liz 6                                | Video mặt trời lặn                                                         |          | 34.0               | 5 tháng 8 năm 2023   |
| 9                      | @cristiano              | Cristiano Ronaldo                    | Đội tuyển Bồ Đào Nha bị loại khỏi World Cup 2022                           |          | 33.9               | 11 tháng 12 năm 2022 |
| 10                     | @xxxtentacion           | XXXTentacion                         | Bài viết cuối trước khi qua đời                                            |          | 33.1               | 19 tháng 5 năm 2018  |
| 11                     | @leomessi               | Lionel Messi                         | Lionel Messi và Cristiano Ronaldo chơi cờ vua, quảng cáo cho Louis Vuitton |          | 32.6               | 19 tháng 11 năm 2022 |
| 12                     | @cristiano @georginagio | Cristiano Ronaldo Georgina Rodríguez | Thông báo mang thai đôi                                                    |          | 32.1               | 28 tháng 10 năm 2021 |
| 13                     | @cristiano              | Cristiano Ronaldo                    | Tưởng nhớ Pelé                                                             |          | 32.0               | 29 tháng 12 năm 2022 |
| 14                     | @pop_cj6                | pop_cj6                              | Người tháo mặt nạ trước động vật                                           |          | 30.5               | 27 tháng 2 năm 2024  |
| 15                     | @leomessi               | Lionel Messi                         | Sau trận đấu với Croatia tại World Cup 2022                                |          | 29.5               | 14 tháng 12 năm 2022 |
| 16                     | @cristiano              | Cristiano Ronaldo                    | Cristiano Ronaldo ra mắt đội bóng Al Nassr FC                              |          | 27.7               | 3 tháng 1 năm 2023   |
| 17                     | @cristiano              | Cristiano Ronaldo                    | Trận đấu giao hữu giữa PSG và Riyadh XI                                    |          | 27.6               | 19 tháng 1 năm 2023  |
| 18                     | @zendaya                | Zendaya                              | Chúc mừng sinh nhật Tom Holland                                            |          | 26.3               | 1 tháng 6 năm 2022   |
| 19                     | @leomessi               | Lionel Messi                         | Tưởng nhớ Pelé                                                             |          | 25.8               | 29 tháng 12 năm 2022 |
| 20                     | @k.mbappe               | Kylian Mbappé                        | Ký hợp đồng với đội bóng Real Madrid CF                                    |          | 25.6               | 3 tháng 6 năm 2024   |
| Tính tới tháng 3, 2025 |                         |                                      |                                                                            |          |                    |                      |